# Joan Drury
Joan Drury (Minneapolis, 2 de febrero de 1945 - Grand Marais, 9 de noviembre de 2020) fue una novelista, editora de libros, vendedora de libros y filántropa estadounidense. Era dueña de Spinsters Ink, una editorial que se enfocaba en libros escritos por mujeres, especialmente aquellas que se identificaban como lesbianas. Fue autora de una serie de novelas de misterio con una protagonista lesbiana, Tyler Jones, y era propietaria y directora de la librería Drury Lane Books, en Grand Marais, Minnesota. Drury ganó varios premios por labor editorial, así como por sus propios escritos, incluido un Premio Literario Lambda. También fue una filántropa que patrocinó retiros de escritores y creó el Premio Nacional de Escritoras Lesbianas.

## Biografía
Drury nació en Minneapolis en 1945 y su familia era dueña de un negocio de recolección de basura. Creció en Richfield, Minnesota y trabajó en el negocio de su familia durante varios años. Se casó a los 18 años, tuvo tres hijos (Kelly, Kevin y Todd) y se divorció en 1978. Más adelante fue a la Universidad de Minnesota y se licenció en Estudios de la Mujer. Murió de insuficiencia renal en Grand Marais el 9 de noviembre de 2020.

## Trayectoria
Drury compró una editorial de libros de Sherry Thomas en 1992, llamada Spinsters Ink, que publicaba escritos feministas y lésbicos. La imprenta estaba inicialmente localizada en San Francisco, pero se trasladó primero a Minneapolis y luego a Duluth, Minnesota. Drury tuvo la imprenta hasta 2001, en que se la vendió a Hovis Publishing, de Denver. En 1994, recibió un premio de la Fundación Literaria Lambda por sus contribuciones a la publicación. En 2002, Drury abrió una librería llamada Drury Lane Books en Grand Marais.
Drury escribió una trilogía de novelas de detectives con una protagonista lesbiana llamada Tyler Jones. Su novela Silent Words fue reeditada por Clover Valley Press en 2009 y ganó el Minnesota Book Award de 1997.
Drury fue también filántropa, y creó y patrocinó un retiro para escritoras en la orilla norte del Lago Superior, en Minnesota, de 1993 a 2007, que llegó a patrocinar la estancia y escritura de más de seiscientas mujeres mientras estuvo operativo, entre las que cabe mencionar a Elana Dykewomon. Para financiar el retiro, Drury creó el Harmony Women's Fund, que patrocinó más de cien proyectos relacionados con la mujer en el estado de Minnesota.
En 1991, Drury creó el Premio Nacional de Escritoras Lesbianas, cuyo jurado estaba compuesto por Audre Lorde, Jewelle Gomez, Gloria Anzaldúa y Sarah Schulman. Entre las ganadoras del premio se encuentran Dorothy Allison, Nikky Finney, JP Howard, Lisa Moore y Achy Obejas.